# Powłoka anechoiczna

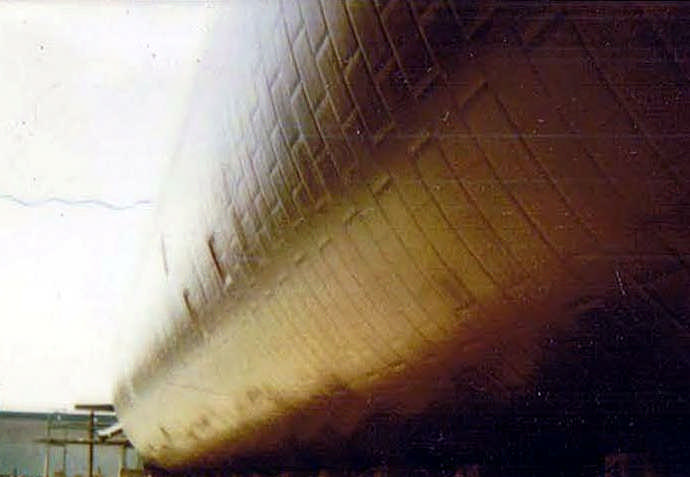
Płytki powłoki anechoicznej widoczne na kadłubie USS „Asheville” (SSN-758)

Powłoka anechoiczna – warstwa tworzywa anechoicznego: gumy lub tworzywa sztucznego, pokrywająca kadłub okrętu podwodnego, której zadaniem jest rozproszenie wiązki akustycznej sonaru aktywnego emitowanej przez przeciwnika, oraz tłumienie hałasów własnych generowanych przez okręt. Powłoka akustyczna została po raz pierwszy opracowana i zastosowana na okrętach podwodnych przez Niemcy hitlerowskie, pod nazwą Alberich, po wojnie zaś w latach 70. przez radziecką marynarkę wojenną.

## Geneza
Klasyczną metodą wykrywania okrętów podwodnych jest użycie sonaru aktywnego. Już przed II wojną światową sonary aktywne emitowały silną wiązkę fali akustycznej („ping”) rozchodzącą się w wodzie i oczekiwały na wykrycie jej echa. Im większy i bliższy odbijający ją obiekt, tym silniejszy sygnał powrotny, który w zachodniej nomenklaturze morskiej zwany jest „siłą celu”. W odpowiedzi na to Niemcy opracowali w czasie wojny powłokę anechoiczną, absorbującą wiązkę akustyczną, zmniejszając w ten sposób siłę celu. Powłoka ta znana była pod nazwą Alberich. Alberich był warstwą cienkiej, około czteromilimetrowej gumy, która w zakresie 10–18 kHz zmniejszała echo o 15%, jednak nie na każdej głębokości zanurzenia. Po wojnie technologia ta była traktowana na Zachodzie jako pewna ciekawostka, a gdy w latach siedemdziesiątych XX wieku podobną technologię zaczęli stosować radzieccy konstruktorzy okrętów podwodnych, to odpadające od kadłubów płytki powłoki stały się nawet przedmiotem żartów wśród zachodnich analityków. Inżynierowie radzieccy poprawili jednak technologię, płytki przestały odpadać, a powłoka przestała być przedmiotem żartów, gdy okazało się, że jest jednym z powodów, dla których radzieckie okręty stały się trudniejsze do wykrycia. Jak stwierdzono w czasopiśmie Submarine Review w 1983 roku, powłoka anechoiczna utrudnia także samonaprowadzanie się na cel torped, które w końcowej fazie używają wbudowanego sonaru aktywnego. Stwierdzono, że może to zmusić okręty NATO do podpływania na mniejszą odległość do okrętów radzieckich celem ich dokładniejszego namierzenia lub używania w tym celu okrętowych sonarów aktywnych. Wobec takiego obrotu sytuacji zachodnie marynarki postanowiły pójść drogą radziecką i przełamać prymat ZSRR w zakresie tej technologii. Uruchomiono program intensywnych prac, a ich wyniki były tak tajne, że gdy w 1988 roku zorganizowano w Londynie konferencję Undersea Defence Technology, na której zamierzano zaprezentować uzyskane według własnych technologii płytki poszycia anechoicznego, zarekwirowali je agenci służb bezpieczeństwa. O znaczeniu powłoki wykonanej z takich płytek świadczy fakt, iż radzieckie czy rosyjskie płytki o wymiarach ok. 85,34 cm x 91,4 cm i grubości 10,16 cm zastosowane na okrętach typu Akuła (projekt 971) i Sierra (projekt 945) zmniejszają sygnaturę akustyczną tych jednostek o 10 do 20 dB. W zakresie zaś częstotliwości pracy amerykańskiego sonaru AN/BQQ-5 zapewniają zmniejszenie możliwości wykrycia o 25 do 50%.

## Współczesny rozwój

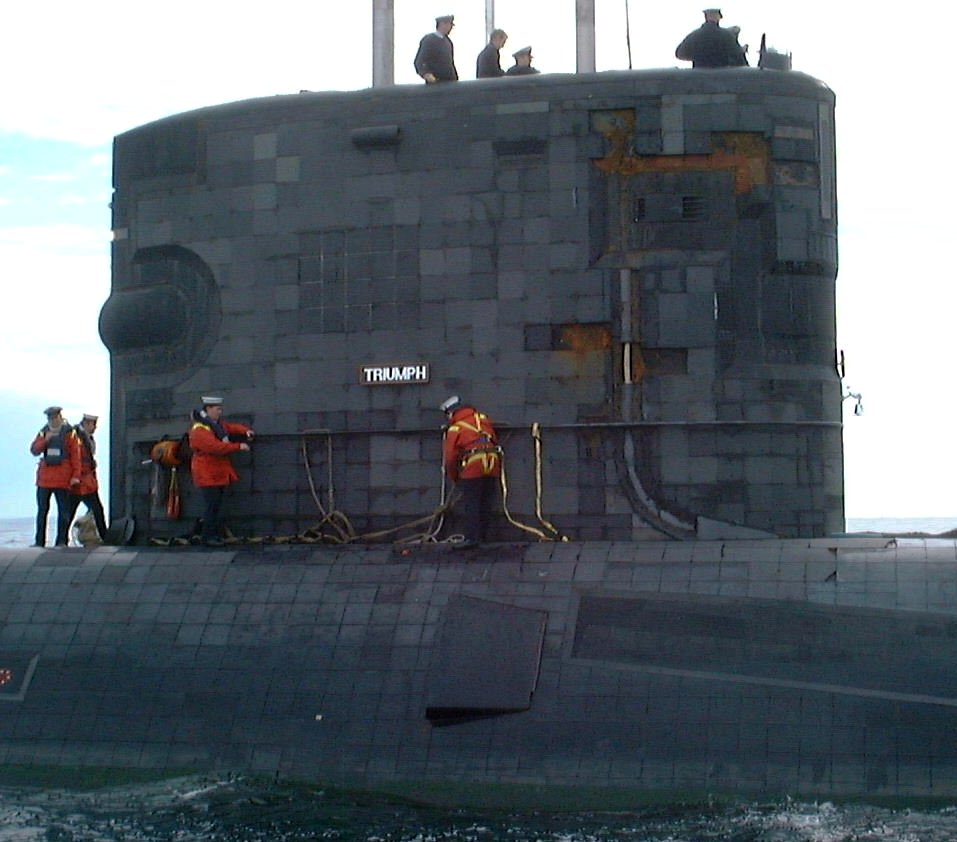
Płytki powłoki anechoicznej widoczne na kadłubie brytyjskiego HMS „Triumph” (S93)

Intensywne zachodnie prace nad powłokami anechoicznymi zaowocowały zastosowaniem ich po raz pierwszy w 1988 roku na jednostce wiodącej typu Improved Los Angeles „San Juan”, gdzie otrzymała nazwę „special hull treatment”. Powłoka ta absorbuje w pewnym stopniu energię wiązki akustycznej. Radzieckim i amerykańskim tropem poszły również marynarki: brytyjska, szwedzka i norweska, a ostatnio także australijska. Według danych brytyjskich, powłoka anechoiczna redukuje siłę celu o 1/4. Co więcej, powłoka ta redukuje również hałas wydostający się do środowiska wodnego z wnętrza okrętu.